# Авария A340 в Лондоне
Авария A340 в Лондоне — авиационная авария, произошедшая 5 ноября 1997 года. Авиалайнер Airbus A340-311 авиакомпании Virgin Atlantic выполнял плановый межконтинентальный рейс VS024 по маршруту Лос-Анджелес—Лондон, но во время захода на посадку экипаж обнаружил, что левая основная стойка шасси выпустилась не полностью и застряла в этом положении; в итоге экипаж сумел успешно посадить самолёт, но после посадки он получил повреждения трёх двигателей, а правая стойка шасси частично разрушилась. Все находившиеся на его борту 114 человек (98 пассажиров и 16 членов экипажа) выжили, но 7 человек получили ранения во время эвакуации.

## Сведения о рейсе 024

### Самолёт
Airbus A340-311 (регистрационный номер G-VSKY, серийный 016) был выпущен в 1993 году (первый полёт совершил 3 ноября под тестовым б/н F-WWJH). 21 января 1994 года был передан авиакомпании Virgin Atlantic, в которой получил имя China Girl. Оснащён четырьмя турбовентиляторными двигателями CFM International CFM56-5C2. На день аварии совершил 2104 цикла «взлёт-посадка» и налетал 19 323 часа.

### Экипаж
Самолётом управлял опытный экипаж, его состав был таким:
- Командир воздушного судна (КВС) — 40-летний Тимоти Барнби (англ. Timothy Barnby). Очень опытный пилот, управлял самолётами Airbus A340, Boeing 707, Short Belfast[англ.] и Handley Page Dart Herald. Налетал 14 486 часов, 2920 из них на Airbus A340[8].
- Второй пилот — 32-летний Эндрю Морли (англ. Andrew Morley). Опытный пилот, управлял самолётами Airbus A340, Airbus A320, Fokker 100 и Handley Page Dart Herald. Налетал 4655 часов, 301 из них на Airbus A340[9].
- Сменный второй пилот — 28-летний Крейг Мэтисон (англ. Craig Matheson). Опытный пилот, управлял самолётами Airbus A340, Boeing 737-300, Boeing 757, Boeing 767 и Cessna 310. Налетал 4650 часов, 289 из них на Airbus A340[9].

В салоне самолёта работали 13 бортпроводников.

## Хронология событий

### Предшествующие обстоятельства
Вылет рейса VS024 изначально был запланирован на 04:50 BST. В 04:55 лайнер начал руление к взлётной полосе № 24L и в 05:09 вылетел из Лос-Анджелеса. Во время набора высоты экипаж заметил, что стойки шасси убирались немного дольше, чем обычно, но поскольку никаких предупреждающих сигналов в кабине не загорелось, пилоты не придали этому значения.

### Проблема с левой стойкой шасси
Полёт до Лондона прошёл без происшествий. В 15:04, во время захода на посадку на ВПП № 27R, в кабине экипажа прозвучал сигнал о неисправности левой основной стойки шасси. Сигнал не прекращался, и пилоты прервали заход на посадку. Пока лайнер кружил в зоне ожидания, экипаж рассмотрел возможность выпуска стойки шасси под собственным весом. Когда попытка не увенчалась успехом, были предприняты и другие варианты, но все они также оказались неуспешными.
Поскольку экипаж не имел возможности проверить состояние стойки шасси из самолёта, было решено на низкой скорости и высоте пролететь около диспетчерской вышки, чтобы с земли можно было определить, выпустилась стойка или нет; параллельно с этим пилоты продолжали безуспешные попытки полностью выпустить левую стойку шасси.
Экипажу сообщили, что левая основная стойка шасси была лишь частично выпущена, и было предложено сделать ещё один круг над аэропортом Хитроу на низкой скорости и высоте, чтобы наземные инженеры ещё раз посмотрели на шасси, однако УВД отклонило запрос, поскольку это привело бы к опасному сближению с самолётом, который в этот момент взлетал с ВПП № 27L. В итоге экипаж решил выполнить несколько манёвров, чтобы левый борт самолёта испытал перегрузки и стойка шасси полностью выпустилась под собственным весом, но левая стойка шасси по-прежнему оставалась частично выпущенной. Также была рассмотрена попытка приземлиться на правую стойку шасси и сразу уйти на второй круг (это должно было также «расшевелить» левую стойку шасси), но в итоге пилоты отказались от этой идеи, поскольку запас авиатоплива был уже довольно низким, а никто из пилотов никогда не практиковал этот манёвр.

### Аварийная ситуация
С самого начала бортпроводники знали о проблеме и о том, что посадка произойдёт нескоро из-за проблем с шасси. Когда экипаж понял, что полностью выпустить левую стойку шасси не получится, бортпроводники подготовили пассажиров к аварийной посадке и к быстрой эвакуации после остановки самолёта. Пассажиры также были проинструктированы о том, какую позу надо занимать во время посадки. В 16:08 КВС увидел, что осталось очень малое количество авиатоплива, и передал сигнал «Mayday». Экипаж начал заход на посадку на ВПП № 27L, поскольку во время посадки лайнер разворачивало влево (пилоты уводили его от зданий аэропорта); также пилоты собирались посадить самолёт на правую сторону взлётной полосы, чтобы было больше пространства для предотвращения съезда с неё. Согласно инструкции, прямо перед касанием ВПП требовалось отключить все двигатели, однако командир распорядился, чтобы во время касания были отключены лишь двигатели № 1 и № 4 (оба внешних), затем отключить двигатель № 2 (левый внутренний) и напоследок двигатель № 3 (правый внутренний).
Экипаж провёл последние проверки перед аварийной посадкой с невыпущенной левой основной стойкой шасси. На высоте в 300 метров в кабине зазвучал сигнал «BRACE! BRACE!». Бортпроводники в последний раз проинструктировали пассажиров о действиях во время аварийной посадки. Для посадки были полностью выпущены закрылки.

### Авария
Во время касания, как и планировалось, были отключены двигатели № 1 и № 4. КВС старался как можно дольше предотвратить касание левого крыла с ВПП, из-за чего лайнер накренился вправо. Двигатель № 4 (правый внешний) коснулся поверхности ВПП, вызвав сноп искр, и после этого самолёт начало снова разворачивать влево. Двигатель № 2, а после и двигатель № 3 были отключены. Двигатели № 1 и № 2 также коснулись поверхности взлётной полосы, вызвав кратковременный огонь, а на правой основной стойке шасси лопнули все покрышки. Пилоты всё так же старались выровнять лайнер и как можно дольше оставить носовую стойку шасси в воздухе.
Наконец носовая стойка коснулась ВПП, во время остановки рейс VS024 слегка развернуло влево. Как только лайнер остановился, сразу началась эвакуация. Во время посадки никто из 114 человек на борту самолёта не пострадал. Для эвакуации были открыты и использованы почти все аварийные выходы. Аварийные службы аэропорта Хитроу тут же прибыли на место аварии и потушили небольшой пожар. Во время эвакуации 7 человек (5 пассажиров и 2 члена экипажа) получили ранения.
Впоследствии было обнаружено, что левую основную стойку шасси заклинило в наполовину выпущенном положении из-за отсутствия одного стержня; позже этот стержень был найден на ВПП № 24L аэропорта Лос-Анджелеса.

## Расследование
Расследованием причин аварии рейса VS024 проводил Отдел по расследованию авиационных происшествий Великобритании (AAIB). Окончательный отчёт расследования был опубликован 29 июня 2000 года. Причинами аварии в нём были названы следующие факторы:
- Полному выпуску левой основной стойки шасси помешало то, что конец тормозного стержня застрял в конструкции килевой балки в отсеке хранения шасси, заклинив левую стойку в частично выпущенном положении.
- Во время вылета из Лос-Анджелеса один стержень отделился от конструкции и остался лежать на взлётной полосе, что позволило другому тормозному стержню свободно перемещаться по отсеку с шасси и застрять в конструкции килевой балки.
- Стержень, отделившийся во время взлёта, был подвержен нагрузкам, превышающим ожидаемые. Нагрузки были вызваны дефектом в оси колеса и тормозной системы.
- Несмотря на то, что модель стойки шасси прошла сертификацию, она имела дефект, который не был обнаружен из-за отсутствия некоторых необходимых испытаний, что и привело к отделению стержня после взлёта из Лос-Анджелеса.

### Рекомендации AAIB
Для предотвращения авиационных аварий подобного типа AAIB дал следующие рекомендации:
- Компания «Airbus» должна пересмотреть процедуры на случай аварийной посадки с нештатным положением шасси, и включить в неё пункт об учёте бокового ветра и выбор правильной взлётной полосы.
- CAA, FAA и JAA следует пересмотреть требования к тренажёрам аварийных выходов гражданских самолётов, используемых для обучения экипажей, и потребовать, чтобы они как можно более точно имитировали любые отклонения от нормальных характеристик соответствующих выходов самолёта, а также, чтобы бортпроводники были полностью проинструктированы относительно эксплуатационных характеристик дверей, которых следует ожидать при их использовании в аварийной ситуации. У бортпроводников был очень небольшой опыт открытия дверей, поскольку обычно этим занимались наземные службы аэропортов[20].
- CAA, FAA и JAA должны пересмотреть и внести поправки в требования к испытаниям на шасси самолёта, потребовать использование осей колеса или других средств для имитации их отклонений от нормы и нагрузок, возникающие в процессе эксплуатации самолёта при его торможении, а также их испытания уже после получения сертификата.
- CAA и FAA должны рассмотреть изменение длительности работы речевого самописца в аварийных ситуациях после его преждевременного отключения из-за потери электропитания.
- JAA должна рассмотреть и добавить требование, чтобы запись речевого самописца на всех самолётах со взлётным весом более 5700 кг была продолжительностью в 2 часа вместо 30 минут.

## Последствия аварии

### Повреждения самолёта
Самолёт получил серьёзные повреждения правой основной стойки шасси, включая покрышки, колёса и тормоза. Также были повреждены нижние части двигателей № 1, № 2 и № 4 во время касания ВПП № 27L. Было найдено серьёзное повреждение пилона двигателя № 2, который взял на себя большую нагрузку после остановки самолёта. Все стойки шасси (кроме левой основной) были повреждены во время аварии, также были повреждены створки шасси после контакта со взлётной полосой.

### Повреждения взлётной полосы
Поверхность взлётной полосы № 27L была слегка повреждена после того, как лопнули покрышки правой основной стойки шасси. Также были повреждены некоторые фонари освещения ВПП.

### Номер рейса
Авиакомпания Virgin Atlantic всё ещё использует номер рейса VS024 на маршруте Лос-Анджелес—Лондон, его выполняет Airbus A350-1000.

### Комментарии
1. ↑  «Mayday» — международный сигнал бедствия